# پنتئارئاس
پنتئارئاس (به اسپانیایی: Ponteareas) یک شهرستان در اسپانیا است که در استان پنتبدرا واقع شده‌است.

## خصوصیات
پنتئارئاس ۲۳٬۱۷۲ نفر جمعیت دارد و ۵۰ متر بالاتر از سطح دریا واقع شده‌است.